# Sjuhäradsfestivalen
Sjuhäradsfestivalen var en kulturfestival som hölls utomhus. Den arrangerades första gången 2006, i centrala Ulricehamn. Programmet låg på mellan 80 och 100 schemalagda aktiviteter och varierade kraftigt. Musiken utgjordes av strax under hälften, film ungefär en fjärdedel och övriga bestod i ordkonst, föredrag, dialogforum, workshops, dans, teater med mera.
Festivalen hade en tämligen interaktiv karaktär, och besökare uppmuntras att delta i programmets workshops och öppna mikrofoner. Vidare beskrevs syftet med festivalen som "ett sätt att skapa utrymme för mötande, växande och öppnande av nya perspektiv."
Namnkunniga programpunkter har varit bland annat Jonathan Johansson, Kalle Sändare, Hammerfall, Kristian Anttila, Kjell Höglund, Marcus Birro, Olle Waller, HAJK-workshop med Bengt Alsterlind, Dia Psalma, Iodine Jupiter, Johan Johansson, Organismen. Bland de mer obskyra inslagen återfinns The Bläckfisks, föredrag om Black metal, Ninja Magic, kuddkrig, Pontiak Johanzon och ninja-teatern En Hoppspark Säger Mer Än Tusen ord.
Festivalen drog 800 besökare år 2006, 3 300 besökare år 2007 och 1 000 besökare år 2008. Festivalgeneraler premiäråret var Ronny Turesson och Sara Thåst.